# Volkswagen Tharu
La Volkswagen Tharu è un'autovettura SUV di fascia media prodotta a partire dal 2018 dalla FAW-Volkswagen.

## Descrizione
La Taos è un SUV presentato per la prima volta nell'ottobre 2018 in Cina mentre una versione realizzata su base Tharu costruita specificatamente per i mercati nordamericano e sudamericano chiamata Taos è stata presentata nell'ottobre 2020. Il veicolo si posiziona nel listino Volkswagen per il mercato cinese tra la T-Cross e la Tiguan a passo lungo.
La Tharu viene costruita attraverso una joint venture tra la FAW e la Volkswagen.
Le motorizzazioni disponibili sono tutte benzina quattro cilindri.